# Myxiops
Genre
Myxiops est un genre de poissons d'eau douce téléostéens de la famille des Characidae (ordre des Characiformes). Ce genre n'est représenté par aucune espèce depuis que Myxiops aphos a été reclassée dans le genre Deuterodon sous le taxon Deuterodon aphos (Zanata & Akama, 2004).

## Classification
Le nom valide complet (avec auteur) de ce taxon est Myxiops Zanata (d) & Akama (d), 2004,.
En 2020, les ichtyologistes argentins Guillermo Terán (d), Mauricio Benítez (d) et Juan Mirande (d) reclassent l'espèce Myxiops aphos dans le genre Deuterodon et font du genre Myxiops un synonyme de Deuterodon.

## Publication originale
- (en) Angela M. Zanata et Alberto Akama, « Myxiops aphos, new characid genus and species (Characiformes: Characidae) from the rio Lençóis, Bahia, Brazil », Neotropical Ichthyology, Sociedade Brasileira de Ictiologia (d), vol. 2, no 2,‎ juin 2004, p. 45-54 (ISSN 1679-6225 et 1982-0224, OCLC 56597180, DOI 10.1590/S1679-62252004000200001, lire en ligne).